# When Angels Speak of Love
When Angels Speak of Love è un album discografico del musicista jazz statunitense Sun Ra e della sua Myth Science Arkestra.

## Il disco
Originariamente pubblicato nel 1966 dalla El Saturn Records, etichetta discografica di proprietà dell'artista, il disco era disponibile solo dietro ordinazione via posta oppure in vendita ai concerti dell'Arkestra, ed è una delle uscite più rare della El Saturn. Il disco è stato ristampato per la prima volta in versione compact disc dalla Evidence nel 2000.

### Next Stop Mars
When Angels Speak of Love ("quando gli angeli parlano d'amore") venne considerato un disco veramente bizzarro quando fu pubblicato nel 1966, persino tre anni dopo in piena era psichedelica l'album risultava anomalo a causa dell'effetto eco estremo, della straniante sezione fiati, dei ritmi dilatati, degli effetti poliritmici esagerati dall'eccessivo riverbero (presente inoltre a tratti in maniera brusca e discontinua). Next Stop Mars è il punto focale dell'album, un pezzo molto lungo che si apre con una cantilena spaziale, seguita da Allen e Gilmore che suonano con i loro strumenti a fiato in maniera inedita rispetto ai tempi, emettendo suoni alternativamente strazianti ed emozionali. Sun Ra suona in sottofondo accompagnando i sassofoni, per poi tornare di nuovo inesorabilmente a girare intorno ad un unico centro tonale, andando a scontrarsi fragorosamente con il contrabbasso di Boykins, un clangore reso ancor più pesante dalla elettronificazione dello strumento.

### Registrazione
Il materiale che costituisce l'album venne interamente registrato al Choreographer's Workshop di New York (abituale sala prove dell'Arkestra) nel 1963.

## Tracce

### LP vinile 12"
- Tutti i brani sono opera di Sun Ra

Lato A
1. Celestial Fantasy - 5:55
2. The Idea of It All - 7:32
3. Ecstasy of Being - 9:53

Lato B
1. When Angels Speak of Love - 4:34
2. Next Stop Mars - 17:56

## Formazione[2]
- Sun Ra - Piano, clavioline, gong
- Walter Miller - Tromba
- Marshall Allen - Oboe, sax alto, percussioni
- Danny Davis - Sax alto
- John Gilmore - Sax tenore, percussioni
- Pat Patrick - Sax baritono, percussioni
- Robert Cummings - Clarinetto basso
- Ronnie Boykins - Contrabbasso
- Clifford Jarvis - Batteria
- Tommy Hunter - Percussioni, riverbero